# Rital
Pour le livre, voir Les Ritals.
Le terme rital (« ritals » au pluriel) est un terme d'argot populaire en français européen  qui définit une personne italienne ou d'origine italienne. Cette injure est caractéristique de la xénophobie anti-italienne, au même titre que macaroni, spaghetti. Cependant, la chanson de Claude Barzotti a beaucoup atténué son côté péjoratif.
Ce nom fut donné aux ouvriers réfugiés politiques italiens arrivés en masse avant et après la Seconde Guerre mondiale pour travailler en France, en Belgique et en Suisse. L'origine du mot est obscure, seul François Cavanna indiquant qu'il a pour origine la mention « R.ital. » (pour « réfugié italien ») qui était portée sur les papiers des immigrés[réf. souhaitée].

## Dans la culture
- Les Ritals (1978), roman de François Cavanna
- Le Rital (1983), chanson de Claude Barzotti
- Voyage en Ritalie (1993), ouvrage de Pierre Milza
- Ritals (2006), chanson de Gianmaria Testa
- Le Fils d'un rital (2006), récit de M. Giuliani, Fensch Vallée,  (ISBN 2908196891)
- Ritals (2015), web-série de Svevo Moltrasio
- Rital (2018), chanson de Tedua